# Édith Cresson
Édith Cresson Campion (Boulogne-Billancourt, 27 gennaio 1934) è una politica francese.
È stata la prima donna ad assumere l'incarico di primo ministro della Francia, dopo essere stata più volte ministro. Divenuta rapidamente molto impopolare, fu sostituita dal presidente François Mitterrand meno di un anno dopo la sua nomina. In seguito è stata commissario europeo e fu tra i principali responsabili delle dimissioni della Commissione Santer nel 1999.
Membro della Convenzione delle Istituzioni Repubblicane (CIR) poi del Partito Socialista (PS), è stata deputata europea dal 1979 al 1981, deputata della Vienne dal 1981 al 1988, sindaco di Châtellerault dal 1983 al 1997.
Sotto la presidenza di François Mitterrand è stata ministro dell'agricoltura (1981-1983), del commercio estero e del turismo (1983-1984), della riassegnazione industriale e del commercio estero (1984-1986) e dell'economia europea (1988-1990).

## Biografia
Il padre di Cresson, Gabriel Campion, era un alto funzionario, ispettore delle finanze, simpatizzante della SFIO.
Cresson si è specializzata presso la sezione femminile della HEC e ha un dottorato in demografia.

## Carriera politica
Nel 1965 Cresson aderisce alla Convenzione delle Istituzioni Repubblicane di François Mitterrand. Dal 1975 al 1981 è membro della segreteria del Partito Socialista e dal 1979 al 1981 deputato al Parlamento europeo.

### Ministro e Primo ministro
Nel 1981 è eletta deputata all'Assemblea nazionale ed entra a far parte del governo guidato da Pierre Mauroy. È la prima donna ad avere l'incarico di ministro dell'Agricoltura in Francia, incarico che ricopre fino al 1984, quando è nominata ministro del Commercio estero nel governo di Laurent Fabius. Nel 1986 torna a far parte dell'Assemblea Nazionale, e dopo la vittoria dei socialisti alle elezioni legislative del 1988 è nominata ministro degli Affari europei nel primo e secondo governo di Michel Rocard. Si dimette il 2 ottobre 1990 a causa di dissensi con la linea politica del Primo ministro.
Dopo le dimissioni dal governo, Cresson è nominata presidente e direttore generale di una filiale del gruppo Schneider Electric, specializzata in consulenze internazionali e creata appositamente per lei.
Il 15 maggio 1991 Cresson è nominata a sorpresa Primo ministro dal presidente della Repubblica François Mitterrand. Cresson è la prima donna a diventare Primo ministro in Francia. La sua nomina viene interpretata come uno smarcamento esplicito dalla politica governativa di Michel Rocard e anche come uno schiaffo morale al Primo ministro uscente. Una motivazione ulteriore è data dagli ottimi rapporti di Cresson con una frangia del RPR, il principale partito di opposizione, in particolare con alcuni esponenti dell'ala riformista come il gollista di sinistra Jean de Lipkowski o come Abel Farnoux, un ex consigliere di Jacques Chaban-Delmas.
Il passaggio di Edith Cresson a Matignon - sede del capo del governo - è ricordato soprattutto per la decisione di decentrare alcune importanti istituzioni pubbliche, fra cui l'École nationale d'administration che sarà trasferita a Strasburgo tra le proteste generali.
A causa dell'insuccesso elettorale del PS alle elezioni regionali del 1992 e dell'ostilità manifesta da parte del primo segretario Laurent Fabius e di buona parte degli esponenti del suo partito, il 2 aprile 1992 Cresson è costretta a dimettersi. La sua esperienza come Primo ministro è stata la più breve nella storia della Quinta Repubblica fino al governo di Bernard Cazeneuve. A danneggiarla furono anche la sua mancanza di diplomazia e una certa intransigenza che la resero molto impopolare.

### Commissario europeo
Nel 1995 la Cresson è nominata membro della Commissione europea, e le è assegnata la delega alla scienza, alla ricerca e allo sviluppo. Nel 1999 è tra i protagonisti dello scandalo di corruzione e nepotismo che investì la Commissione Santer. Il suo rifiuto di dimettersi porta alle dimissioni dell'intera Commissione. La procedura nei confronti della Cresson di fronte alla Corte di Giustizia delle Comunità Europee si è conclusa nel 2006 con una condanna, anche se alla Cresson non sono stati tolti i diritti alla pensione da commissario europeo.

### Mandati locali
Sindaco di Thuré dal 1977 al 1983. Sindaco di Châtellerault dal 1983 al 1997, poi vicesindaco dal 1997 al 2008. Consigliere generale della Vienne dal 1982 al 1998.

## Aneddoti
- È a casa di Edith Cresson che nel 1980 si svolge un incontro segreto tra il primo segretario del Partito Socialista, François Mitterrand, e il presidente del Raggruppamento per la Repubblica, Jacques Chirac, nel corso del quale è stabilita un'alleanza dei due ai danni del presidente della Repubblica uscente, Valéry Giscard d'Estaing.[3]
- La Cresson è celebre per i suoi commenti schietti e polemici. È stata molto critica verso il mondo anglo-sassone e spesso ha condannato la cultura degli Stati Uniti, della Germania e del Regno Unito. Ha anche preso di mira l'omosessualità descrivendola come un "problema anglo-sassone che ha una scarsa rilevanza in Francia". Ha rivolto critiche anche al commercio giapponese, a volte con toni polemici e sarcastici, arrivando addirittura a paragonare i lavoratori giapponesi alle formiche.

## Vita privata
Cresson sposa nel 1959 Jacques Cresson, figlio di un medico e alto dirigente della Peugeot, da cui ha avuto due figli. È vedova dal 2001.